# Ixora kurziana
Ixora kurziana är en måreväxtart som först beskrevs av Johannes Elias Teijsmann och Simon Binnendijk, och fick sitt nu gällande namn av Wilhelm Sulpiz Kurz. Ixora kurziana ingår i släktet Ixora och familjen måreväxter. Inga underarter finns listade i Catalogue of Life.